# کوئین‌هاگاک (آلاسکا)
کوئین‌هاگاک (به انگلیسی: Quinhagak) شهری در ناحیه سرشماری بتل ایالت آلاسکا است که جمعیت آن در سرشماری سال ۲۰۰۰ میلادی ۵۵۵ نفر بوده‌است.